# Blue Streak
Die Blue Streak (deutsch: Blauer Streifen) war eine britische Mittelstreckenrakete. Das Modell wurde nie in die Truppe eingeführt, diente aber später als Startstufe der Rakete „Europa“.

## Hintergrund
Die britischen Planer hatten anfangs nur Bomber als Trägermittel für ihr Nukleararsenal vorgesehen. Ende der 1950er Jahre wurde aber deutlich, dass künftig ballistische Raketen die Hauptschlagkraft darstellen würden. Es gab in der maßgebenden britischen Öffentlichkeit den politischen Wunsch nach einer unabhängigen Abschreckung zur Sicherung eines respektablen internationalen Status des Landes. Eine bloße Übernahme amerikanischer Nuklearwaffen- und Raketentechnik wurde abgelehnt, denn dies hätte den unerwünschten Eindruck einer zu starken Abhängigkeit der früheren Weltmacht Großbritannien von den USA weiter verstärkt.
Im April 1954 schlugen die Amerikaner ein gemeinsames Programm zur Entwicklung einer ballistischen Rakete vor. Das Programm sah vor, dass die USA eine Interkontinentalrakete (ICBM) mit einer Reichweite von 9.300 km und die Briten mit amerikanischer Unterstützung eine Mittelstreckenrakete (MRBM) von 3.700 km Reichweite entwickelten. Dieser Vorschlag wurde als Teil des Wilson-Sandys Agreement, bei dem es um Kooperation, den Austausch von Informationen und gemeinsame Programme ging, im August 1954 akzeptiert. Beeinflusst wurde die Entscheidung vom zu erwartenden Qualitätszuwachs der britischen Raketenentwicklung durch die längere amerikanische Erfahrung in der Raketentechnik.
Die de Havilland Aircraft Company gewann die Ausschreibung zum Bau der Rakete. Sie sollte von einem Rolls-Royce-RZ2-Flüssigkeitstriebwerk angetrieben werden, das auf dem amerikanischen Rocketdyne-S3D-Triebwerk basierte. Zulieferer waren unter anderem die Sperry Gyroscope Company, die das Leitsystem baute, während der Sprengkopf von dem Atomic Weapons Research Establishment in Aldermaston hergestellt wurde. Um die Rakete zu testen, wurde in Schottland das Intermediate Range Ballistic Missile Test Centre auf dem RAF-Stützpunkt Spadeadam gebaut.
Da wegen der räumlichen Enge in Großbritannien kein Testareal zur Verfügung stand, wurde ein Startgelände im australischen Woomera errichtet.
Das Programm kam in die Kritik, als die Kosten von geplanten 50 Millionen Pfund Anfang 1955 auf 300 Millionen Pfund Ende 1959 stiegen. Im Vergleich zu den Fortschritten bei amerikanischen oder sowjetischen Raketenprogrammen verlief das britische Raketenprogramm schleppend.

## Streichung des Programms
Der politische Widerstand im britischen Parlament wuchs und schließlich wurde das Blue-Streak-Programm wegen mangelnder Abschreckungswirkung gestrichen, da die Rakete als Zweitschlagwaffe zu verletzlich gewesen wäre. Für die Blue Streak waren tiefgekühlte Treibstoffe vorgesehen. Die Befüllung konnte nur für kurze Zeit in der Rakete gelagert werden, ohne dass Vereisungen auftraten. Das Betanken der Rakete dauerte 15 Minuten, womit sie für einen schnellen Gegenschlag unbrauchbar war. Es wurde beabsichtigt, die Raketen in unterirdischen Silos zu stationieren, die einer atomaren Explosion von einer Megatonne in einem Abstand von 800 m (0,5 Meilen) widerstehen sollten. Diese Raketensilos hätten die Raketen vor einem Erstschlag geschützt, während sie betankt wurden. Jedoch stellte sich die Suche nach geeigneten Plätzen zum Bau dieser Silos als extrem schwierig heraus und nur in der RAF-Basis Spadeadam in Cumbria wurde mit dem Bau begonnen.
Die Entscheidung der Streichung wurde am 13. April 1960 vom House of Commons verkündet und erzeugte gesellschaftliche Empörung. Bis dahin waren schon etwa 84 Millionen Pfund in das Projekt geflossen. Auch Australien war vom Abbruch des Programms nicht angetan, denn es hatte viel in das Testgelände Woomera investiert.
Die britische Regierung setzte ihre Hoffnung auf die anglo-amerikanische Skybolt-Rakete, bis die USA, als ihr eigenes ICBM-Programm ausgereift war, das Programm strichen. Die Briten erwarben stattdessen das Polaris-System der Amerikaner für ihre neugeschaffene Atom-U-Boot-Streitmacht.

## Ziviles Programm
Nach der Streichung des militärischen Projekts Blue Streak wollte man wegen der schon investierten Summen nicht das komplette Programm aufgeben. Blue Streak sollte daher als erste Stufe des geplanten britischen Satellitenträgers „Black Prince“ dienen. Die zweite Stufe sollte dabei eine von der „Black-Knight“-Testrakete abgeleitete Version sein. Der für den Einschuss in eine Umlaufbahn benutzte Motor sollte Wasserstoffperoxid und die Kerosinart RP-1 verbrennen. Das Black-Prince-Projekt kam aber nie über die Planung hinaus.
Im Rahmen des bald folgenden ELDO-Programms (European Launcher Development Organisation) wollte man eine Rakete entwickeln, die die Blue Streak ebenfalls als Erststufe verwendete. Die zweite und dritte Stufe hingegen sollten aus Frankreich und Deutschland stammen. Als Teil des ELDO-Programms wurde die Blue Streak dreimal erfolgreich auf dem Testgelände in Woomera, Australien, getestet.
Bei den Tests im Jahre 1964 griffen Patrouillen im Zielgebiet eine Gruppe Ureinwohner auf, die noch keinerlei Kontakt mit der westlichen Zivilisation gehabt hatten. Der Vorfall wurde im Dokumentarfilm „Der Tag, an dem die Weißen kamen“ (Originaltitel: Contact) aus den Blickwinkeln der verschiedenen Beteiligten geschildert.
Trotz acht Startversuchen mit der kompletten Mehrstufenrakete erwiesen sich die französischen und deutschen Komponenten als zu unzuverlässig, und so wurde auch dieses Programm abgebrochen. Der letzte Start erfolgte in Kourou, das in Französisch-Guayana liegt.